# Guacamole
GUACAMOLE (ガカモレ) は、水着を中心に展開する日本のファッションブランド。

## 沿革
GUACAMOLEは2007年、GUACAとMOLEによって設立された。ポップで元気のある色彩と独特なグラフィックが特徴的なブランドである。
現在、バーニーズ・ニューヨーク、Another Edition、ZOZOTOWN等有名セレクトショップにて販売されている。
2010年には、チョコレート菓子のブラックサンダーとのコラボレーション商品を販売。
2013年には、群馬サファリパークとの異色のコラボレーションラインを発表。
その他、SILAS／CANDY STRIPPER／ATMOS／STUSSY WOMENなどのファッションブランドとのコラボレーションも行う。
2015年、ニューカレドニア観光局×GUACAMOLE　ニューカレドニアのオリジナルデザインスイムウェアを発売。

## 参照項目
- グアカモーレ (Guacamole) - メキシコ起源の食品